# Ordas
Ordas is een plaats (község) en gemeente in het Hongaarse comitaat Bács-Kiskun. Ordas telt 502 inwoners (2002).